# Chrysallida ryalli
Chrysallida ryalli is een slakkensoort uit de familie van de Pyramidellidae. De wetenschappelijke naam van de soort is voor het eerst geldig gepubliceerd in 2002 door Peñas & Rolán.